# Хохлова, Ольга Владимировна
О́льга Влади́мировна Хо́хлова (род. 25 декабря 1965, Ангарск, Иркутская область, РСФСР, СССР) — российская актриса театра и кино, телеведущая.
Согласно подробному аналитическому обзору российского кинематографа компанией «Яндекс» на основе данных сайта «КиноПоиск», Ольга Хохлова названа самой «энергичной» актрисой в российском кино, рекордсменкой по количеству игровых фильмов (36 картин) и по количеству ролей в телесериалах (138 ролей) в России за первые 15 лет XXI века.

## Биография
Ольга Хо́хлова родилась 25 декабря 1965 года в городе Ангарске Иркутской области. Отец — Владимир, педагог в музыкальной школе по классу баяна, работал во Дворце культуры нефтехимиков.
Мать — Нина, родом из деревни Тельма Иркутской области, инженер, работала в пионерском лагере «Здоровье».
Стать актрисой Хохлова мечтала с детства. В 1983 году, после окончания средней школы в Ангарске, отправилась в Москву. Сдавала вступительные экзамены сразу в нескольких творческих вузах, но ни в один из них не поступила из-за сибирского говора. Работала на московской обувной фабрике. Следующий год также оказался неудачным для поступления и Хохлова, наугад ткнув пальцем в географическую карту, уехала во Владивосток, где поступила в вуз, а позже вышла замуж и родила двух дочерей.
В 1988 году окончила актёрский факультет Дальневосточного педагогического института искусств (мастерская А. Я. Мамонтова) во Владивостоке. На протяжении семи лет играла в Приморском краевом академическом драматическом театре имени М. Горького. В мае 1995 года, продав квартиру во Владивостоке, Хохлова с мужем и двумя дочерьми перебралась в Москву.
Начала сниматься в кино с 1997 года.
В театре начина играть в постановках независимых проектов на разных площадках, как официальных, так и андеграундных — театры на Перовской, «У Никитских ворот», театр имени Станиславского и «Сатирикон». Училась в Независимой школе кино и телевидения у педагогов Владимира Хотиненко и Владимира Фенченко (телемастерские Александра Гуревича и Матвея Ганапольского). По окончании школы кино в 2000 году работала на «Авторском телевидении», где у неё была своя программа. Там же познакомилась с начинающим режиссёром Кириллом Серебренниковым. Получила роль Зинки в его телесериале «Ростов-папа» (2001). Затем он пригласил её на роль бомжихи в спектакле «Пластилин» (2001) по одноимённой пьесе Василия Сигарева на сцене «Центра драматургии и режиссуры под руководством А. Н. Казанцева и М. М. Рощина». В 2001 году за эту роль Ольга Хохлова была номинирована на театральную премию «Чайка».
С 2014 года стала принимать участие в благотворительных проектах Международного центра искусств Маргариты Майской «Арт-Изо-Центр».

### Личная жизнь
Муж — Вячеслав Шикалов, потомственный моряк. Познакомились во Владивостоке. Ради отношений с Хохловой списался с парохода, устроился работать инженером-технологом в технологическое бюро на первомайский судоремонтный завод во Владивостоке и поступил на исторический факультет Дальневосточного университета. Зарегистрировали отношения в 1988 году. 24 ноября 2014 года обвенчались в храме священномученика Антипы на Колымажном дворе в Москве.
Старшая дочь — Олеся Холкер.
Младшая дочь — Софья Власова.

## Творчество

### Роли в театре
- 2001 — «Пластилин»[6]
- «Борис Годунов»
- «Трансфер»
- «Половое покрытие»
- «Смерть Тарелкина»
- «Не все дома»
- 2019 — «На посадку», Театр Антона Чехова
- 2019 - "Тёща с сюрпризом", Театр Комедии
- "Горько", Театр "Русская Песня"
- "За двумя зайцами", Театр "Русская Песня"
- "Лицо", Московский Театр "Мюзик - Холл"
- "Золушка", МХАТ им. Горького
- "Насмешница Фаина", Театр Комедии

### Фильмография
- 1997 — Котовасия — Ядвига, гувернантка
- 1997 — Новогодняя история — актриса в роли Снегурочки
- 1998 — Дантист
- 1998 — Паранойя — помощник режиссёра
- 1998 — Полный вперёд — буфетчица на пароходе
- 2000 — Каменская 1 (фильм № 3 «Убийца поневоле») — жена Владимира Сергеевича Вакара
- 2000 — Марш Турецкого 1 (фильм № 1 «Убийство на Неглинной») — Виктория, вдова вице-премьера России Михаила Нечаева
- 2001 — 101-й километр — Вера, жена «Малышки»
- 2001 — Марш Турецкого 2 (фильм № 1 «Секретная сотрудница») — Наталья Ступишина, мать потерявшегося мальчика
- 2001 — Ростов-папа (серия «Мужчины его женщины») — Зинаида
- 2001 — На углу, у Патриарших 2 — Татьяна, кассир валютного киоска
- 2002 — По ту сторону волков — Надежда
- 2003 — Каменская 3 (фильм № 4 «Седьмая жертва») — Надежда Старостенко, спившаяся балерина
- 2003 — Евлампия Романова. Следствие ведёт дилетант 1 (фильм № 1 «Маникюр для покойника») — соседка, свидетельница по делу
- 2003 — Желанная — Надежда Ивановна, портниха
- 2003 — Огнеборцы — Люся, диспетчер противопожарной службы
- 2003 — Стилет — «Мамнадь», директор телепрограмм
- 2003-2005 — Саша+Маша — продавец
- 2004 — Моя прекрасная няня (серия № 70) — Лариса Глебовна, учительница биологии Дениса Шаталина
- 2004 — Чудеса в Решетове — Тамара Сергеевна
- 2004 — Женщины в игре без правил — Нюся
- 2005 — Бой с тенью — Татьяна Николаевна, медсестра
- 2005 — Лебединый рай — Ольга, мать Виктора
- 2005 — Под небом Вероны — тётя Андрея Мазурова
- 2005 — Казус Кукоцкого — Феня, медичка
- 2006 — Кадетство — Светлана Николаевна Черкасова, мать Ксюши, девушки Ильи Синицына
- 2006 — Клуб 3 — Степанида (тётя Мотя из Киева, Матильда), тётя Василисы
- 2006 — Жара — кастингдиректор на «Мосфильме»
- 2006 — Точка — бандерша
- 2006 — Пушкин. Последняя дуэль — дама на балу
- 2006 — Последний забой — мать Анжелы
- 2006-2013 — Счастливы вместе — мать Ксюши
- 2007 — 12 — соседка, свидетель по делу
- 2007 — И всё-таки я люблю… — уборщица
- 2007 — Самый лучший фильм — женщина в ЗАГСе
- 2007 — Колобков. Настоящий полковник! — Зоя, проводник
- 2007 — Личная жизнь доктора Селивановой — Светлана Кукина, жена олигарха
- 2007 — Ночные сёстры — невропатолог
- 2007 — Кровавая Мэри — Ирма
- 2007 — Бешеная — Екатерина Казьмина, банкир
- 2007 — Путешествие (Жизнь полна сюрпризов) — дворник / депутат государственной думы
- 2007 — Затмение — Любка
- 2007 — Контракт на любовь — Татьяна, актриса ситкома
- 2008 — Агония страха — Полина Игнатовна
- 2008 — Защита — Гордеева
- 2008 — Девочка — директор школы
- 2008 — Река-море — заведующая детским домом
- 2008 — Автобус (серия «День рождения») — Рита
- 2008 — Четыре возраста любви (новелла «Весна») — Алёна
- 2008 — Второе дыхание — культработник
- 2008 — Холодное солнце — менеджер в свадебном салоне
- 2008 — Печать одиночества — психоаналитик
- 2008 — Бородин. Возвращение генерала — Зоя, проводник
- 2008 — А я люблю женатого — Нина
- 2008 — Чизкейк — Вера, мать Алёши
- 2008 — Шут и Венера — Сусанна Борисовна, учительница, соседка Мышкина
- 2008 — Казаки-разбойники — мать Алёны
- 2009-2012 — Папины дочки — Аэлита Степановна Васильева, экскурсовод Эрмитажа, мать Вениамина Васильева
- 2009 — Я вернусь — Сонька, женщина в баре
- 2009 — Фонограмма страсти — дама на улице
- 2009 — Участковая (серия № 3 «Квартирный вопрос») — тётя Люся
- 2009 — Суд — воспитательница
- 2009 — Видримасгор, или История моего космоса — режиссёр
- 2009 — Братья Карамазовы — Марфа, няня
- 2010 — Черчилль — тётя Светланы Ильиной
- 2010 — Если небо молчит — хозяйка квартиры
- 2010 — Доктор Тырса — участковый инспектор милиции по делам несовершеннолетних
- 2010 — Детям до 16 — парикмахер
- 2010 — Прятки — мама Алёны
- 2010 — Точка кипения — Альбина Ивановна
- 2011 — Свадьба по обмену — регистратор в ЗАГСе
- 2011 — Мой капитан — Дарья Макаровна Исаева, знакомая Ивана
- 2011 — Любовь приходит не одна —
- 2011 — Бабло — Ирина, хозяйка салона
- 2011 — Московский декамерон — жена Гарика
- 2011 — Всё к лучшему — Галина
- 2011 — Пандора — Клавдия Макаровна
- 2011 — Заложники любви — Юлия
- 2011 — Неистовый, яростный, бешеный... — мать Константина Боброва
- 2011 — Серафима прекрасная — Мария Ивановна, учительница Серафимы
- 2012 — День учителя — пациентка
- 2012 — Марафон — Галина Николаевна, сотрудник ЗАГСа
- 2012 — Деффчонки — мать Марии Бобылкиной
- 2012 — После дождичка в четверг — жена Антона Евгеньевича Маслякова
- 2012 — Метод Лавровой 2 — Светлана Ляпунова
- 2012 — Золотой запас — Нателла Сергеевна
- 2013 — Думай как женщина — Анастасия Рыкова, заместитель директора компании «Дальние берега»
- 2013 — Повороты судьбы — Клавдия
- 2013 — Жених — Любовь Козлова, администратор в отеле «Алые паруса», подруга Люси Голубевой
- 2013 — Ключи от прошлого — Екатерина
- 2013 — Обмани, если любишь — Роза Альбертовна
- 2013 — Красотка — Ольга Петровна
- 2013 — Уральская кружевница —
- 2014 — Женщины на грани (серия № 19) — Тамара Соловчак, мать Егора
- 2014 — Братья по обмену 2 — Регина Аркадьевна Кудыкина, председатель комиссии Минкульта, мать Александра
- 2014 — Выпускной — Вера Викторовна Шалаева, директор школы, классный руководитель 11 «А» класса, мать Маши
- 2014 — Берцы — Ксения Ивановна
- 2014 — Чудотворец — Алла Сивцова
- 2014 — Смайлик — администратор гостиницы
- 2015 — Верю — не верю (серия № 8) — Елена Вадимовна Звонарёва, модельер, клиент детективного агентства «Василиса»
- 2015 — Измены — Галина Сергеевна, мать Даши
- 2015 — Призрак — учитель физики
- 2015 — Осколки хрустальной туфельки — Валентина Сергеевна, тётя Юлии
- 2015 — Эти глаза напротив — Валентина Фёдоровна
- 2015 — Крыша мира — хозяйка борделя
- 2015 — Пенсильвания — Тамара Николаевна, администратор гостиницы
- 2015 — Школа выживания от одинокой женщины с тремя детьми в условиях кризиса — Воеводина
- 2016 — Замуж в Новый год — Светлана Павловна, мать Люси
- 2016 — Страна чудес — гостья у Семёна
- 2016 — Схватка с драконом — (запланированная роль)[9][10]
- 2016 — Ералаш (выпуск № 318, сюжет «Учись, Снегирёв!»)[11] — Марья Ивановна, учительница биологии
- 2017 — Психологини — мать Алины, выпускницы психологического факультета
- 2017 — Мама Лора — Эльвира Васильевна Хохолкова
- 2018 — Ищейка 2 (серия № 3) — Надежда Алексеевна Фролова, заведующий городской женской консультацией, мать Ирины Уваровой, свекровь Алексея Уварова
- 2018 — Счастья! Здоровья!
- 2019 — СеняФедя (серия № 39) — Лариса
- 2019 — Свадьбы и разводы — Вера Ивановна
- 2019 — А у нас во дворе... 2 — Злата Игоревна Порожнякова, глава управы
- 2019 — Беловодье. Тайна затерянной страны — Татиана Днепровская, издатель книги блогера ARTO
- 2019 — Эпидемия — Натали, повар караоке-кафе
- 2020 — Любовь в нерабочие недели — Любовь Петровна, мать Сони
- 2020 — Тонкие материи — Нина Васильевна
- 2020—2021 — ИП Пирогова-3 — Оксана
- 2022 — Мой папа — вождь — Нина Ивановна
- 2022 — Начать сначала — Нина Васильевна
- 2023-2025 — Папины дочки. Новые — Аэлита Степановна, мать Вениамина, бабушка Сони, Лизы, Дианы и Арины
- 2024 — Как друзья Захара женили — Надежда, мама Алёны
- 2025 — Три плюс три — Валентина Петровна Ларина

## Награды
- В 2001 году номинация на театральную премию "Чайка" за роль в спектакле "Пластилин"
- В 2011 году номинация на кинопремию "Золотой носорог" за актёрскую работу в фильме "Черчиль"
- В 2014 году стала лауреатом Международного форума «Вместе» в номинации «Лучшая женская роль» за работу в многосерийном фильме «Ключи от прошлого»[12].
- В 2015 году награждена Почётным знаком «За заслуги в развитии культуры и искусства» (16 апреля 2015 года, Межпарламентская ассамблея СНГ) — за значительный вклад в формирование и развитие общего культурного пространства государств — участников Содружества Независимых Государств, реализацию идей сотрудничества в сфере культуры и искусства[13].
- В 2016 году стала лауреатом Международного форума «Вместе» в номинации «Лучшая женская роль» за работу в фильме «Измены»[12].
- В 2019 году лауреат Открытого российского фестиваля кино и телевидения «Амурская осень» в номинации «Лучшая женская роль» (за работу в спектакле «Босиком по парку»)[12].
- В 2021 году - Благодарность Министра Культуры Российской Федерации О.Б. Любимовой "За большой вклад в развитие культуры и многолетнюю плодотворную работу"[14].
- В 2025 году - Национальная премия "Триумф Года" Лауреат Премии 2025 в номинации "Лучший актёр года" Ольга Хохлова[15].